# يوسوكي ناكاتاني
يوسوكي ناكاتاني (باليابانية: 中谷 勇介) (22 سبتمبر 1978 في يوجي في اليابان – )؛ هو لاعب كرة قدم ياباني سابق كان يلعب كلاعب وسط.

## وصلات خارجية
- يوسوكي ناكاتاني على موقع الاتحاد الدولي (مؤرشف)  (الإنجليزية)
- يوسوكي ناكاتاني على موقع رابطة كرة القدم اليابانية للمحترفين (اليابانية)
- يوسوكي ناكاتاني على موقع قاعدة بيانات كرة القدم.إي يو (الإنجليزية)
- يوسوكي ناكاتاني على موقع Soccerway.com (الإنجليزية)
- يوسوكي ناكاتاني على موقع عالم كرة القدم.نت (الإنجليزية)
- يوسوكي ناكاتاني على موقع كووورة